# یک تکه از آسمان (فیلم ۱۹۸۰)
یک تکه از آسمان (ارمنی: Կտոր մը երկինք) یک فیلم کمدی به کارگردانی هنریک مالیان است که در سال ۱۹۸۰ منتشر شد.

## بازیگران
- مهر مکرتچیان در نقش گریگور آقا
- سوفیکو چیارلی در نقش تورواندا، خاله توریک
- گالینا بلیاوا در نقش آنژل
- آشوت آدامیان در نقش توریک
- آرمن کوجومجیان در نقش توریک در کودکی
- گالیا نوونتس در نقش همسر هواکیم
- هاروتیون موسیسیان در نقش قصاب مبتدی
- آزات شرانتس در نقش کشیش
- لئونارد سارکیسف در نقش آرایشگر
- آلکساندر گالیبین در نقش ساشا
- ماری رز آبوسفیان
- آرتاشس گیوداکیان
- آرمن خوستیکیان
- مائیس کاراگیوزیان
- ناتالیا کراچکووسکایا
- ناتالیا کراچکووسکایا
- ملینه هامامجیان
- آلکساندر هوهانیسیان
- هوهانس هوهانیسیان
- استپان هاروتیونیان
- اولینا شاهیریان
- آوتیک جراقاتسابانیان
- سرگئی چولاخیان[الف]
- رافائل کوتانجیان
- هاکوب آزیزیان
- استپان آجابخانیان[ب]
- آرتور خودویان[پ]
- گ. خاچیکیان[ت]
- ش. مکرتچیان[ث]
- س. مورادیان[ج]
- تیگران اوسکانیان[چ]
- ادگار (گاریک) ویراپیان
- سیروارد هابشیان[ح]
- ویکتور اوسکانیان[خ]

## جوایز و افتخارات
- دریافت عنوان هنرمند مردمی ارمنستان شوروی توسط سوفیکو چیارلی به خاطر بازی در این فیلم

## یادداشت
1. ↑  Սերգեյ Չոլախյան
2. ↑  Ստեփան Աջաբխանյան
3. ↑  Արթուր Խուդոյան
4. ↑  Գ. Խաչիկյան
5. ↑  Շ. Մկրտչյան
6. ↑  Ս. Մուրադյան
7. ↑  Տիգրան Ոսկանյան
8. ↑  Սիրվարդ Հաբեշյան
9. ↑  Վիկտոր Ոսկանյան